# 8e bataillon de communication (États-Unis)
Pour les articles homonymes, voir 8e bataillon.
Le 8e bataillon de transmissions (8th Communication Battalion ou 8th Comm) est un bataillon de communication du United States Marine Corps. Il fait partie de la II Marine Expeditionary Force (II MEF) et est basé au Marine Corps Base de Camp Lejeune, en Caroline du Nord. 

## Mission
Sur ordre, il peut déployer des détachements prêts au combat, organisés en fonction des tâches et capables de fournir le commandement, le contrôle, les communications et le soutien informatique (C4I) aux commandements MARFORLANT, II MEF, et MAGTF subordonné (tels que les MEU), en appui des commandements interarmées et / ou opérations combinées dans n'importe quel environnement et dans toute la gamme des conflits de combat. 

## Histoire
L'actuel 8th Communication Battalion a été activé le 15 janvier 1951 au Camp Geiger, en Caroline du Nord, en tant que 2d Signal Operations Company, Fleet Marine Force Atlantic. L'unité a été réaffectée et déplacée à son emplacement actuel à Camp Lejeune, en Caroline du Nord, le 1er avril 1951, à Force Troops, Fleet Marine Force et renommée le 24 novembre 1952 8th Signal Battalion, Force Troops, Fleet Marine Force Atlantic. L'unité a de nouveau été renommée le 2 août 1954 en tant que 8e bataillon des communications, Force Troops, Fleet Marine Force Atlantic. Le bataillon s'est vu confier la mission principale de fournir un soutien aux communications au quartier général de la Force opérationnelle maritime au sol (MAGTF) lors de son déploiement et d'assurer le soutien général des communications aux opérations maritimes, au besoin. 
Divers éléments ont participé au débarquement au Liban, à la crise des missiles cubains et à l'intervention en République dominicaine de 1958 à 1965. En juin 1966, le 8th Communication Battalion assure la gestion administrative et technique de la Fleet Marine Force Atlantic Communication School. Le bataillon a continué d'exploiter l'école de communication jusqu'au 1er décembre 1967. En 1960, le personnel du bataillon a été envoyé pour former la section de communication pour le camp Garcia, Vieques, Porto Rico et a continué à fournir du personnel jusqu'en 1976. 
Le 8th Communication Battalion a été réaffecté en janvier 1976 à la Force Troops, 2nd Force Service Support Group, Fleet Marine Force Atlantic et a participé à de nombreux exercices d'entraînement au cours des années 1970 et 1980. Divers éléments ont fourni un appui à la force multinationale de maintien de la paix au Liban de 1982 à 1984, ainsi qu'un appui au débarquement sur Grenade-Carriacou d'octobre à novembre 1983. L'unité a aussi participé aux opérations dans le golfe Persique en avril 1988. 
Le 8th Communication Battalion a été réaffecté en février 1989 au 2nd Surveillance Reconnaissance and Intelligence Group, II Marine Expeditionary Force, Fleet Marine Force Atlantic. Divers éléments ont participé aux opérations au Panama de décembre 1989 à janvier 1990, aux opérations au Libéria en juin 1990, aux opérations Desert Shield et Desert Storm d'août 1990 à avril 1991, aux opérations en Somalie en janvier 1991, aux opérations en Bosnie de février à mars 1996. 
Plusieurs éléments du bataillon ont participé à l'opération Enduring Freedom en Afghanistan, dans la Corne de l'Afrique et à Cuba, entre 2002 et 2008. 
Le 8th Comm est déployé en janvier 2003 au Koweït  pour participer à la guerre en Irak. Par la suite, les éléments du bataillon ont de nouveau été déployés plusieurs fois dans la zone, en février 2005 à mars 2006, de janvier 2007 à février 2008 et de nouveau en 2009.
Le Bataillon a aussi participé aux opérations humanitaires en Louisiane et au Mississippi en réponse à l'ouragan Katrina en septembre et octobre 2005.
Le bataillon a été déployé en Afghanistan en 2014, tout en fournissant des détachements importants aux 22e, 24e et 26e MEU.
Aujourd'hui, le 8th Communication Battalion est composé de près d'un millier de Marines et de Marins et dispose d'un parc matériel dont la valeur est estimée à près de 200 millions de dollars. Sa mission est de fournir des communications expéditionnaires sécurisées à la Force opérationnelle des Marines, au quartier général de la composante maritime et à d'autres éléments de commandement pour permettre le commandement et le contrôle. 

## Récompenses de l'unité
Navy Meritorious Unit Commendation (MUC): décoration du lieutenant-colonel Kevin M. Shea, le 7 mai 2010, pour l'unité de transmission en 2009. 
Les décorations du 8e bataillon de transmissions comprennent  : 
| Streamer | Récompense                                                  |
| -------- | ----------------------------------------------------------- |
|          | Navy Unit Commendation avec trois étoile de bronze          |
|          | Meritorious Unit Commendation                               |
|          | National Defense Service Medal avec trois étoiles de bronze |
|          | Southwest Asia Service Medal avec trois étoiles de bronze   |
|          | Afghanistan Campaign Medal avec une étoile de bronze        |
|          | Iraq Campaign Medal avec trois étoiles de bronze            |
|          | Global War on Terrorism Expeditionary Medal                 |
|          | Global War on Terrorism Service Medal                       |